# Оскар Андерсон
Оскар Андерсон (Йоганн Віктор Андерсон; 1887, м. Мінськ — †1960, м. Мюнхен Німеччина) — український та болгарський статистик, економіст, математик балто-німецького походження. Син естонського фіноугрознавця Ніколая Андерсона та естонського астрофізика Вільгельма Андерсона.

## Біографія
Закінчив казанську гімназію (1906), навчався у Казанському університеті, Санкт-Петербурзькому політехнічному інституті. Працював у цьому ж інституті (1907—1915).
У 1917 переїхав до Києва, де викладав у Комерційному інституті та був помічником керуючого справами Демографічного інституту УАН (1919).
Після еміграції з окупованої УНР до Угорщини (1920) та Болгарії (1926) — на посадах професора у Комерційному інституті (Варна, Болгарія) (1924—1933), Софійському університеті (з 1935), а під час Другої світової війни — Кільському університеті (1942) та Мюнхенському (1947) університетах (Німеччина).
Створив метод відмінності випадкових величин — метод відділення постійної компоненти від залишкової компоненти, не використовуючи додаткових припущень про тип функції, що лежить в основі.